# Пичугино (Варгашинський район)
Пичу́гино (рос. Пичугино) — село у складі Варгашинського району Курганської області, Росія. Входить до складу Варгашинської селищної ради.
Населення — 758 осіб (2010, 804 у 2002).